# サウス・シールズ
サウス・シールズ （South Shields）は、イギリス・タイン・アンド・ウィアのタウン。行政上は、サウス・タインサイドに属している。タイン川の河口に位置している。ニューカッスル・アポン・タインの下流8kmに位置している。歴史的には、カウンティのダラムに含まれていた。タインサイドの都市ではニューカッスルに次いで2番目に大きな都市である。

## 出身人物
- アーネスト・トンプソン・シートン - 『シートン動物記』で有名な博物学者
- エリック・アイドル - コメディアン、ミュージシャン
- ジョン・グレイ - 政治学者
- フィル・ブラウン - サッカー選手
- リドリー・スコット - 映画監督
- トニー・スコット - 映画監督、リドリーの弟
- フランク・ウィリアムズ - 実業家、モータースポーツ企業「ウィリアムズ・グランプリ・エンジニアリング」の創設者